# جونس بارني
يونس بارني تنطق بالسويدية جونس بارني (بالسويدية: Junes Barny)‏ (4 نوفمبر 1989 بهلسينغبورغ في السويد - ) هو لاعب كرة قدم سويدي في مركز الهجوم. لعب مع نادي هالمستاد ونادي هلسينغبورغ وÄngelholms FF ‏ وHögaborgs BK ‏.

## وصلات خارجية
- جونس بارني على موقع اتحاد السويد (السويدية)
- جونس بارني على موقع قاعدة بيانات كرة القدم.إي يو (الإنجليزية)
- جونس بارني على موقع Soccerway.com (الإنجليزية)